# Myostenostomum tauricum
Myostenostomum tauricum är en plattmaskart. Myostenostomum tauricum ingår i släktet Myostenostomum och familjen Stenostomidae. Inga underarter finns listade i Catalogue of Life.